# Malewiebamani
Jeperkara Malewiebamani fue rey de Kush (Nubia) en los años 463 a. C.-435 a. C. del llamado período Napata.
Otras grafías de su nombre: Malawiebamani, Malowijebamani, Maluibamen, o de sus nombre real Cheperkare o Kheperkara.

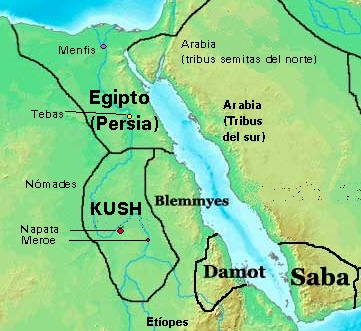
Mapa de Kush, 400 a. C.

## Biografía
Fue el primogénito del rey Nasajma (o Nasakhma[t]) y Sakataye. Su padre reinó entre 468 y 463  a. C. y a su muerte asumió el poder. Entre los kushitas los reyes eran sucedidos por sus hermanos y sólo extinguida esa generación la corona pasaba a la siguiente. También, como era habitual, el reinado de una nueva generación era largo y así sucedió con el de Malewiebamani, que se extendió entre 463 y 435  a. C.

Mapa de Napata.

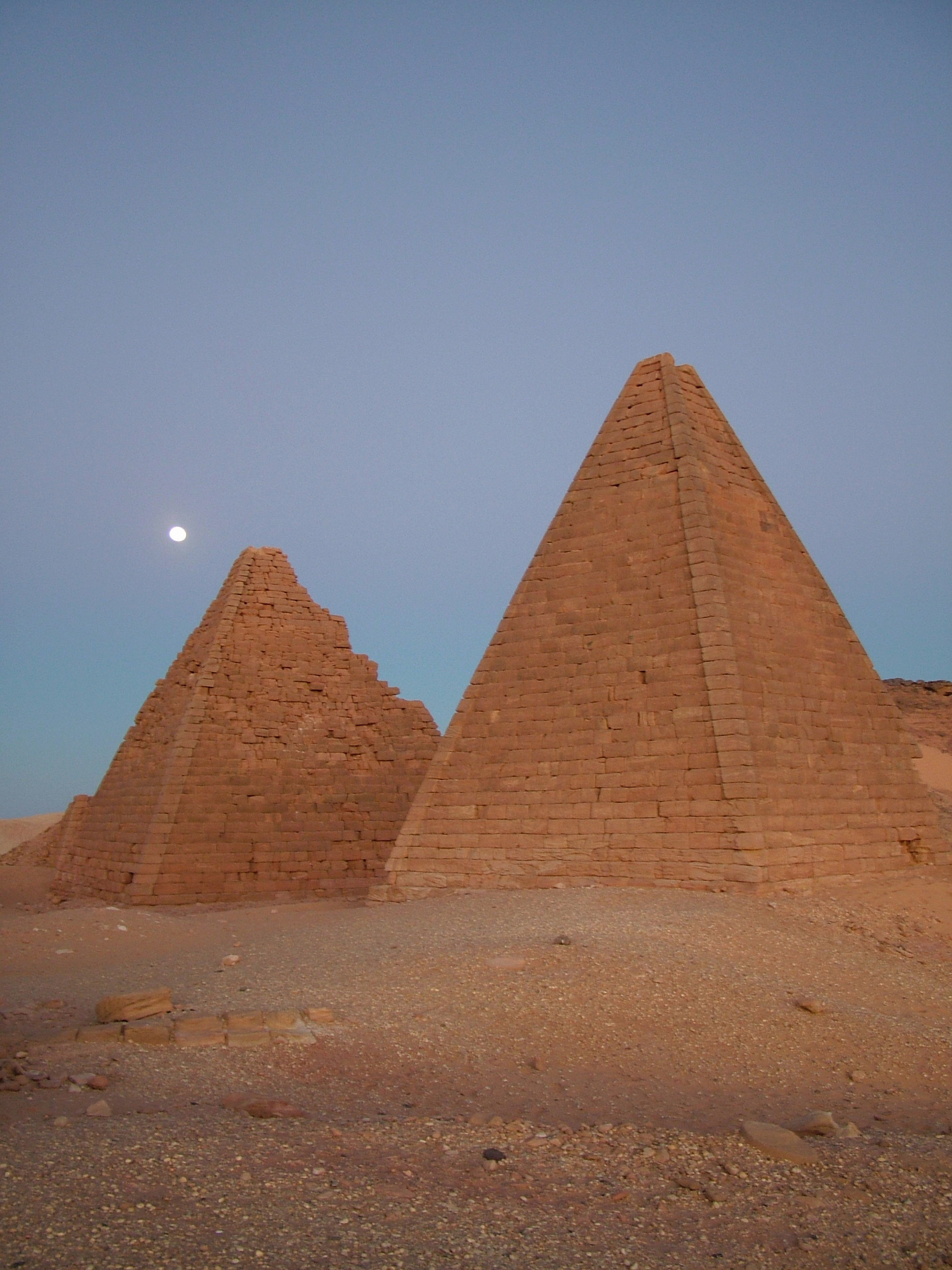
Pirámides de Barkal.

Recibió el nombre real Jeperkara (Kheperkara). Tomó como reina a Ajrasan, con quien tuvo tres hijos Aman-nete-yerike, Baskakeren y Herinutarakamani.
Durante su reinado, en Egipto continuó la sublevación contra el Imperio persa, liderada por Inaro, quién con el auxilio de tropas y naves atenienses, consiguió vencer en el 460  a. C. al primer contingente persa, para ser finalmente derrotado por el segundo al mando de Megabizo II alrededor del 456  a. C.
También durante su reinado, alrededor del 450, Heródoto visitó Egipto, que todavía se encontraba bajo el dominio persa. Pese a no haber pasado de Elefantina (Asuán), a la altura de la 1° catarata, Heródoto habla en varios de sus capítulos acerca de los "etíopes", brevemente de su tierra y costumbres, y un poco más extensamente del dominio sobre Egipto en tiempos de Shabako.

Lo sucedió su hermano Talajamani, y tras un breve reinado de cinco años, su primer hijo Aman-nete-yerike, quién gobernará 25 años, y a su muerte el segundo, Baskakeren.
 
Fue enterrado en la necrópolis de Nuri. Su pirámide es la clasificada como n.º 11.

## Titulatura
| Titulatura | Jeroglífico | Transliteración (transcripción) - traducción - (referencias) |

| N5 | L1 | D28 |

| N5 | L1 | D28 |

| N5 | L1 | D28 |

| N5 | L1 | D28 |

| N5 | L1 | D28 |

| N5 | L1 | D28 |

| N5 | L1 | D28 |

| N5 | L1 | D28 |

| N5 | L1 | D28 |

| N5 | L1 | D28 |

| N5 | L1 | D28 |

| N5 | L1 | D28 |

| N5 | L1 | D28 |

| N5 | L1 | D28 |

| N5 | L1 | D28 |

| N5 | L1 | D28 |

| i | mn · n | U2 · l | nfr | D54 | V4 | i | i |

| i | mn · n | U2 · l | nfr | D54 | V4 | i | i |

| i | mn · n | U2 · l | nfr | D54 | V4 | i | i |

| i | mn · n | U2 · l | nfr | D54 | V4 | i | i |

| i | mn · n | U2 · l | nfr | D54 | V4 | i | i |

| i | mn · n | U2 · l | nfr | D54 | V4 | i | i |

| i | mn · n | U2 · l | nfr | D54 | V4 | i | i |

| i | mn · n | U2 · l | nfr | D54 | V4 | i | i |

| i | mn · n | U2 · l | nfr | D54 | V4 | i | i |

| i | mn · n | U2 · l | nfr | D54 | V4 | i | i |

| i | mn · n | U2 · l | nfr | D54 | V4 | i | i |

| i | mn · n | U2 · l | nfr | D54 | V4 | i | i |

| i | mn · n | U2 · l | nfr | D54 | V4 | i | i |

| i | mn · n | U2 · l | nfr | D54 | V4 | i | i |

| i | mn · n | U2 · l | nfr | D54 | V4 | i | i |

| i | mn · n | U2 · l | nfr | D54 | V4 | i | i |

| i | mn · n | U2 · l | V4 | i | i | D54 | b |

| i | mn · n | U2 · l | V4 | i | i | D54 | b |

| i | mn · n | U2 · l | V4 | i | i | D54 | b |

| i | mn · n | U2 · l | V4 | i | i | D54 | b |

| i | mn · n | U2 · l | V4 | i | i | D54 | b |

| i | mn · n | U2 · l | V4 | i | i | D54 | b |

| i | mn · n | U2 · l | V4 | i | i | D54 | b |

| i | mn · n | U2 · l | V4 | i | i | D54 | b |

| i | mn · n | U2 · l | V4 | i | i | D54 | b |

| i | mn · n | U2 · l | V4 | i | i | D54 | b |

| i | mn · n | U2 · l | V4 | i | i | D54 | b |

| i | mn · n | U2 · l | V4 | i | i | D54 | b |

| i | mn · n | U2 · l | V4 | i | i | D54 | b |

| i | mn · n | U2 · l | V4 | i | i | D54 | b |

| i | mn · n | U2 · l | V4 | i | i | D54 | b |

| i | mn · n | U2 · l | V4 | i | i | D54 | b |

### Imágenes
- Cartucho, Museo of Fine Arts, Boston (enlace roto disponible en Internet Archive; véase el historial, la primera versión y la última).
- Hacha de piedra (o herramienta similar), Museo of Fine Arts, Boston (enlace roto disponible en Internet Archive; véase el historial, la primera versión y la última).